# Wachten op Godot
Wachten op Godot is een absurd toneelstuk in twee bedrijven van de Ierse schrijver Samuel Beckett, waarin twee zwervers, Vladimir en Estragon, tevergeefs wachten op een zekere Godot, een persoon die nooit zal komen. Tijdens het wachten voeren ze bizarre conversaties en maken ze kennis met de rijke Pozzo en diens knecht Lucky. 
Beckett schreef het stuk oorspronkelijk in het Frans onder de titel En attendant Godot en vertaalde het in 1954 naar het Engels (Waiting for Godot). De première vond plaats op 5 januari 1953 in het Théâtre de Babylone in Parijs. Onder andere door de vulgaire humor en het uitblijven van een echte ontknoping werd het stuk aanvankelijk niet al te positief onthaald, maar inmiddels geldt het als een klassieker en wordt het gezien als een van de belangrijkste en meest invloedrijke toneelstukken van de twintigste eeuw.

## Plot

### Eerste bedrijf
Het stuk begint op een onbepaalde plek, met een dun, bladloos boompje als enige herkenningspunt. Estragon probeert zijn knellende schoenen uit te krijgen. Vladimir komt op en begroet Estragon hartelijk, alsof de twee elkaar een tijd niet gezien hebben, al blijkt niet veel later dat ze een dag eerder nog samen waren, op dezelfde plaats, om dezelfde reden: wachten op een zekere Godot, al weten ze niet echt waarom en kunnen ze zich ook niet veel meer herinneren van de vorige dag. Om de tijd te doden praten de twee over van alles en nog wat, maar echt vlot en coherent is het gesprek niet. Op een gegeven moment oppert Estragon zelfs dat ze zich kunnen ophangen, waar Vladimir mee instemt, maar het plan gaat niet door omdat ze niet zeker zijn of de boom het gewicht wel kan dragen.
Een kentering vindt plaats met de intrede van Pozzo en Lucky. Pozzo is een welgestelde, hoogdravende man en Lucky is zijn lijfeigene, die zijn handen vol heeft met koffers en die door Pozzo steevast aan een leiband gehouden wordt. Pozzo besluit halt te houden voor een picknick bij Vladimir en Estragon en de mannen maken kennis. Pozzo legt uit dat hij naar de markt is om Lucky, waar hij niet langer tevreden over is, te verkopen. Niettemin voert Lucky alle bevelen uit van Pozzo, die hem ook voortdurend uitscheldt, wat leidt tot verontwaardiging bij Vladimir en Estragon. Ter vermaak beveelt Pozzo zijn knecht te dansen en, op verzoek van Vladimir, te denken. Hierop volgt een monoloog, en tevens Lucky's enige woorden in het hele stuk, die bestaat uit allerlei premissen en referenties aan een aantal fictieve academische auteurs, maar het geheel houdt geen steek en draait nergens op uit. Een gekwelde Pozzo laat Lucky's hoed afnemen, waardoor hij stilvalt, en gooit deze weg. Pozzo besluit verder te reizen en neemt afscheid van Vladimir en Estragon. Die eerste onthoudt vooral dat de tijd sneller vooruit is gegaan.
Kort na het vertrek van Pozzo en Lucky komt een jongen aangelopen. Hij is een boodschapper van meneer Godot om te zeggen dat deze vandaag niet kan komen, maar morgen zeker wel. Nadat hij weer is vertrokken is het plotseling nacht, en Vladimir en Estragon gaan een plaats zoeken om te slapen.

### Tweede bedrijf
De tweede dag treffen Vladimir en Estragon elkaar weer op dezelfde plaats, waar de boom intussen blad heeft geschoten. Opnieuw laat hun geheugen hen in de steek en herinneren ze zich de vorige dag nog maar vaag. Estragon stelt vast dat er een ander paar schoenen ligt dan degene die hij er gisteren heeft achtergelaten en komt tot de conclusie dat er iemand langsgekomen moet zijn die ze verwisseld heeft, alvorens de nieuwe schoenen aan te trekken. Vladimir vindt Lucky's hoed, maar slaagt er niet in te denken. Ze proberen de tijd te doden, totdat Pozzo en Lucky langskomen. Pozzo is blijkbaar blind geworden en is hulpeloos als hij samen met Lucky ten val komt. Na lang dralen en twijfelen of ze hem zouden uitbuiten, helpen Vladimir en Estragon hem recht. Pozzo zegt niet te weten wanneer hij blind is geworden, aangezien de blinden geen idee van tijd hebben. Hiermee verwijst hij naar de dag-nachtcyclus, waar hij het de dag ervoor nog over had. Ook Lucky is veranderd: hij is stom geworden. Ook hier blijft de "sinds wanneer"-vraag onbeantwoord, en Pozzo en Lucky gaan weer verder.
Opnieuw komt er een jongen langs, die zegt dat meneer Godot vandaag niet kan komen maar morgen wel. De jongen beweert Vladimir niet te herkennen en zegt dat het zijn broer was die gisteren was langsgekomen. Het wordt weer nacht en Estragon stelt wederom voor dat ze zich ophangen aan de boom. Dit gaat echter niet aangezien ze geen goed touw voorhanden hebben. Ze nemen zich voor morgen touw mee te brengen en zeggen te vertrekken. Ze blijven echter onbeweeglijk staan en het stuk eindigt. 

## Personages

### Vladimir en Estragon
De twee centrale personages. Hoewel het nooit expliciet vermeld wordt, is het aannemelijk dat het zwervers zijn. Dat blijkt onder andere uit het feit dat Estragon de nacht doorgebracht zou hebben in een greppel, en insinueert de tekst dat Estragon armzalig gekleed is. De twee zijn goed bevriend en voeren heel wat gesprekken die willekeurig en absurd lijken. Toch lijkt Vladimir de slimste van de twee te zijn, aangezien hij voortdurend reflecteert en speculeert en zijn uitspraken over het algemeen logischer zijn dan die van Estragon. Ook lijkt zijn korte termijngeheugen beter dan dat van Estragon, hoewel ze beiden erg vergeetachtig zijn. Terwijl Vladimir voornamelijk bezig lijkt met filosofische zaken, heeft Estragon vooral aandacht voor zijn fysieke behoeften. Hij zegt regelmatig dat hij honger heeft en prult aan het begin van het stuk aan zijn schoen omdat die slecht zit. Ook lijkt hij vermoeid te zijn en valt hij zelfs enkele keren in slaap. Over het algemeen komt hij vrij inert over. Vladimir echter staat meestal recht en ijsbeert vaak, waardoor hij een rusteloze uitstraling heeft. 
De tekst geeft geen uiterlijke beschrijving van de personages. Wel blijkt uit hun zelfmoordoverweging dat Vladimir de zwaardere van de twee zou zijn. Verder is hun belangrijkste uiterlijke kenmerk dat ze allebei een bolhoed dragen.
Vladimir wordt door Estragon "Didi" genoemd, terwijl de jongen hem opvallend genoeg aanspreekt als "Mr. Albert". Estragon wordt dan weer "Gogo" genoemd door Vladimir. Wanneer Pozzo en Lucky een eerste keer langskomt, stelt hij zichzelf voor als Adam.

### Pozzo en Lucky
De ogenschijnlijk welgestelde Pozzo en zijn lijfeigene Lucky passeren in beide bedrijven langs de plaats waar Vladimir en Estragon wachten. Op die manier creëren ze een afleiding, waardoor de tijd sneller voorbijgaat. In het eerste bedrijf zegt Pozzo Lucky te willen verkopen op de markt, waarbij duidelijk wordt dat hij toch slaven genoeg heeft. Hij is streng voor Lucky: hij laat hem zware koffers meesleuren en houdt hem vast aan een stuk touw, terwijl hij hem voortdurend uitscheldt en dreigt met een zweep. Ook beveelt Pozzo zijn knecht hem te entertainen. Op verzoek van Estragon beveelt hij Lucky te dansen, terwijl Vladimir hem graag zou zien denken. Lucky's dans valt echter niet in de smaak, hoewel hij dat volgens Pozzo ooit goed kon. Ook wanneer Lucky gevraagd wordt te denken, is zijn baas er niet tevreden mee. Zijn lange maar nonsensicale monoloog vormt zijn enige tekst in het hele stuk. Verder komt hij behoorlijk vermoeid over, waardoor hij regelmatig rechtstaand in slaap valt.
In het tweede bedrijf lijkt er van verkopen geen sprake meer: aangezien Pozzo blind geworden is, is hij nog meer afhankelijk geworden van zijn knecht. Die enorme afhankelijkheid suggereert dat de machtsverhoudingen tussen de twee complexer zijn dan men in eerste instantie zou vermoeden. Lucky doet alles voor Pozzo en denkt zelfs voor hem (in opdracht van Pozzo, maar ook in zijn plaats), waardoor Pozzo in zekere zin een slaaf is van Lucky.

### Een jongen
Aan het einde van elk bedrijf komt een jongen naar Vladimir en Estragon om te vertellen dat meneer Godot niet zal komen. In het script staat slechts één jongen vermeld, maar de jongen die in het tweede bedrijf langskomt, beweert de broer te zijn van de jongen in het eerste deel. De jongen, afkomstig uit de streek, werkt in dienst van Godot en hoedt geiten. Hij is nogal schuchter maar beleefd en spreekt steeds met twee woorden.

## Godot
De precieze identiteit van Godot wordt nooit duidelijk. Er zijn theorieën dat Godot gebaseerd is op God (God-ot), maar hier wordt aan getwijfeld aangezien het stuk geschreven is in het Frans en Dieu (het Franse woord voor "God") niet erg veel gelijkenissen toont met Godot. Toch worden er ook bepaalde gelijkenissen gesuggereerd: zo heeft Lucky het in zijn monoloog bijvoorbeeld over een "persoonlijke God" met een witte baard, en geeft de jongen aan dat ook Godot een witte baard heeft.
Vladimir en Estragon wachten op Godot omdat hij hen zal verlossen, antwoorden zal geven, hen zal verlichten. Godot kan dus ook staan voor zingeving. Hierdoor ontstaat de paradoxale situatie waarbij het wachten de enige vorm van zingeving is in het leven van Vladimir en Estragon, ook al is het wachten zelf zinloos: Godot zal immers nooit komen. Misschien wilde Beckett duidelijk maken dat het leven zinloos is, en dat men er zelf zin aan dient te geven, hoe zinloos of absurd de hele zaak ook is.
Een andere opvatting zou dus kunnen zijn dat Godot het object voorstelt dat, door de aandacht van de wachtenden op zich te vestigen, de handeling van het wachten zelf op afstand van het bewustzijn plaatst. De ondraaglijkheid van het wachten kan dankzij het veronderstelde bestaan van een Godot geweten worden aan diens uitblijven, in plaats van aan de onverdraaglijkheid per se van de handeling van het wachten, die die benaming nauwelijks waardig is.

## Schrijfstijl
Het stuk werd geschreven als een toneelstuk. Dat houdt in dat het grotendeels bestaat uit dialogen, met ook af en toe aanwijzingen van wat de personages doen. De personages zelf worden slechts zeer beknopt beschreven en ook van het decor wordt enkel het boompje vermeld. De personages communiceren grotendeels met korte en simpele zinnetjes. De gesprekken zijn niet echt coherent en inhoudelijk wordt er vaak van de hak op de tak gesprongen. Ook heeft bijna elk personage bepaalde slagzinnen en stopwoorden die op vreemde momenten geuit worden.

## Waardering
Aanvankelijk werd Wachten op Godot niet positief onthaald: het stuk werd als "saai" bestempeld en ook de vulgaire opmerkingen van sommige personages vielen niet in de smaak. Tegenwoordig wordt het algemeen beschouwd als een van de hoogtepunten uit de Franse literatuur . In 1999 behaalde het de twaalfde plaats in Le Mondes verkiezing van de 100 beste boeken van de eeuw. Ook werd het verkozen tot het belangrijkste Engelstalige toneelstuk van de 20e eeuw.